# Aleja Solidarności w Krakowie
Aleja Solidarności – ulica w Krakowie w dzielnicy XVIII Nowa Huta, w Nowej Hucie. Łączy Plac Centralny z dawnym Centrum Administracyjnym Huty im. T. Sendzimira). Aleja jest fragmentem zabytkowego układu urbanistycznego dzielnicy Nowa Huta.

## Pochodzenie nazwy
Od momentu powstania ulicy do 1958 nosiła nazwę Alei Przodowników Pracy, następnie do 1991 była to Aleja Włodzimierza Lenina. Obecna nazwa nawiązuje do związku zawodowego „Solidarność”. 

## Historia
Aleja powstała w 1949 roku. Została zaprojektowana przez Tadeusza Ptaszyckiego jako jedna z pięciu głównych ulic nowego miasta. Po stronie południowej znajduje się ciąg handlowy.

## Przebieg
Na całej swej długości jest to dwujezdniowa ulica o dwóch pasach ruchu w obu kierunkach. Jezdnie oddzielone są pasem zieleni, na którym umieszczone jest torowisko tramwajowe. Bloki mieszkalne osłonięto od alei szpalerami drzew (jesionów).
Odcinek Alei Solidarności od ul. Bulwarowej do ul. Ujastek stanowi granicę pomiędzy Dzielnicą XVIII Nowa Huta a Dzielnicą XVI Bieńczyce i Dzielnicą XVII Wzgórza Krzesławickie.

## Otoczenie
- Park Szwedzki na os. Szklane Domy
- Kościół Matki Boskiej Częstochowskiej w Krakowie (os. Szklane Domy)
- Zespół Szkół Mechanicznych nr 3 na os. Szkolnym 37 (dawne Technikum Hutniczo-Mechaniczne)
- Dom Młodego Robotnika na os. Stalowym 16
- Zalew Nowohucki
- Schron amunicyjny „Mogiła” – obiekt austriackiej Twierdzy Kraków
- Centrum Administracyjne Huty im. T. Sendzimira przy ul. Ujastek 1

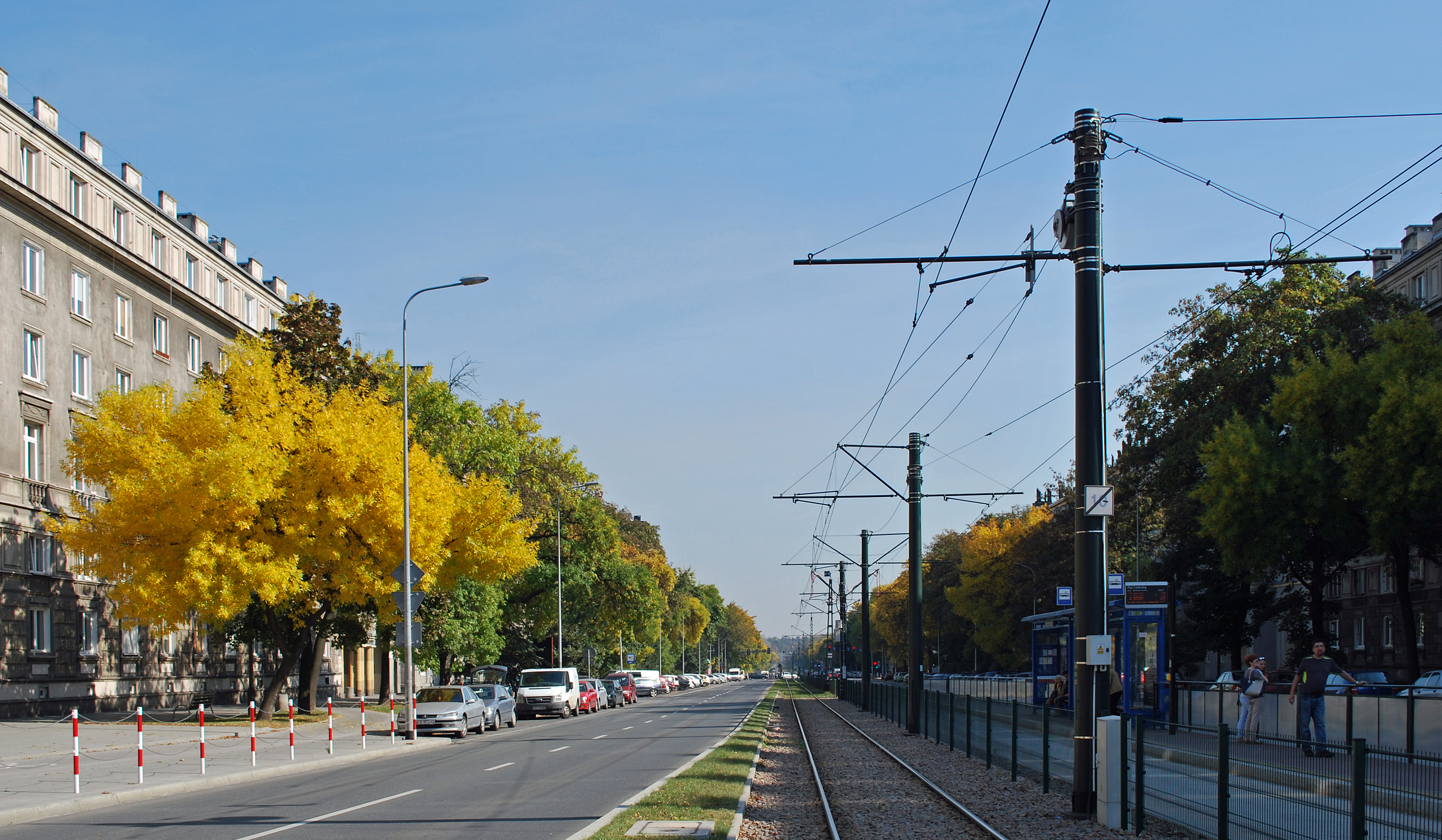
Jesień. Aleja obsadzona jest jesionami.
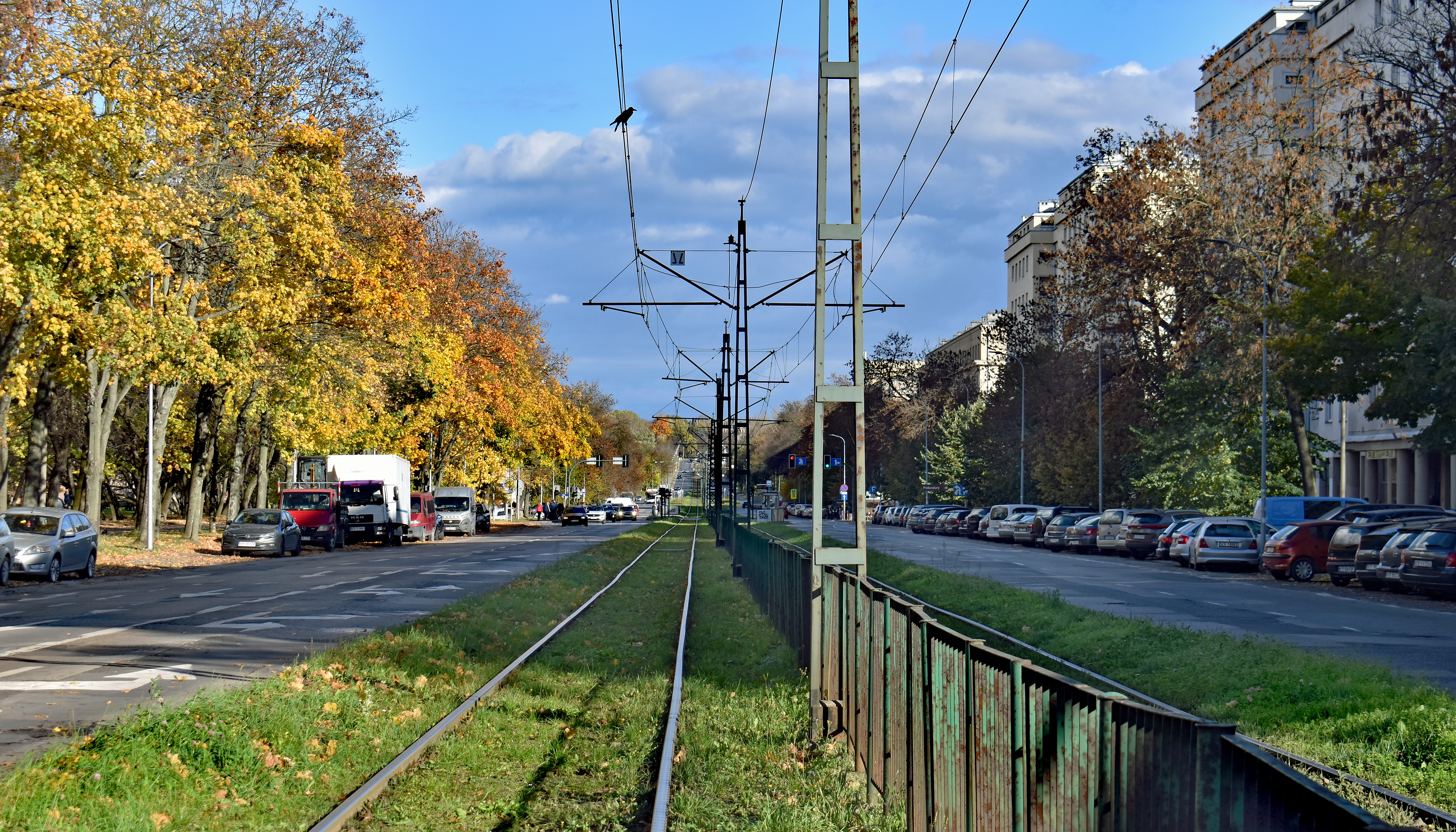
Po lewej Park Szwedzki.
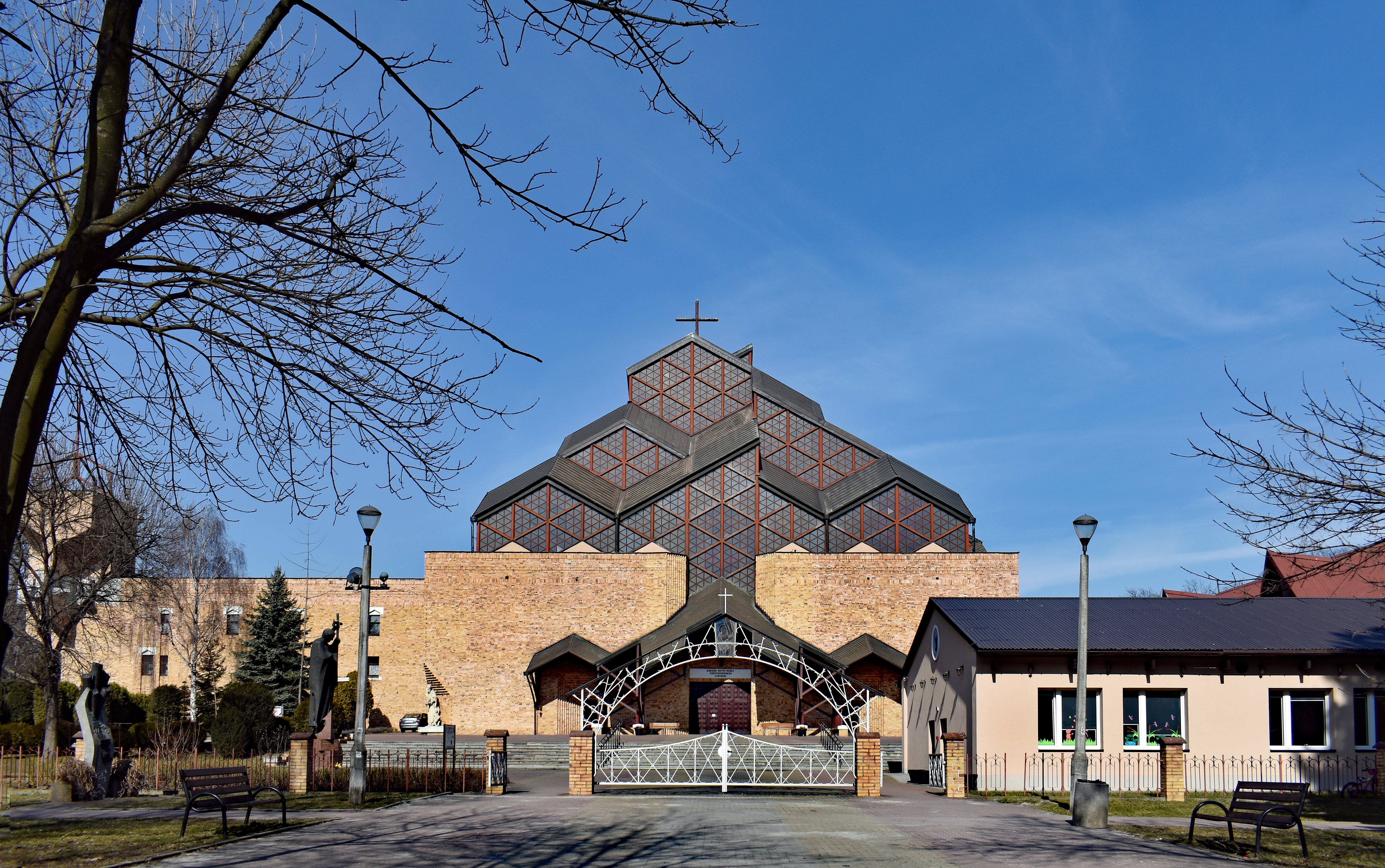
Kościół Matki Boskiej Częstochowskiej i bł. Wincentego Kadłubka.
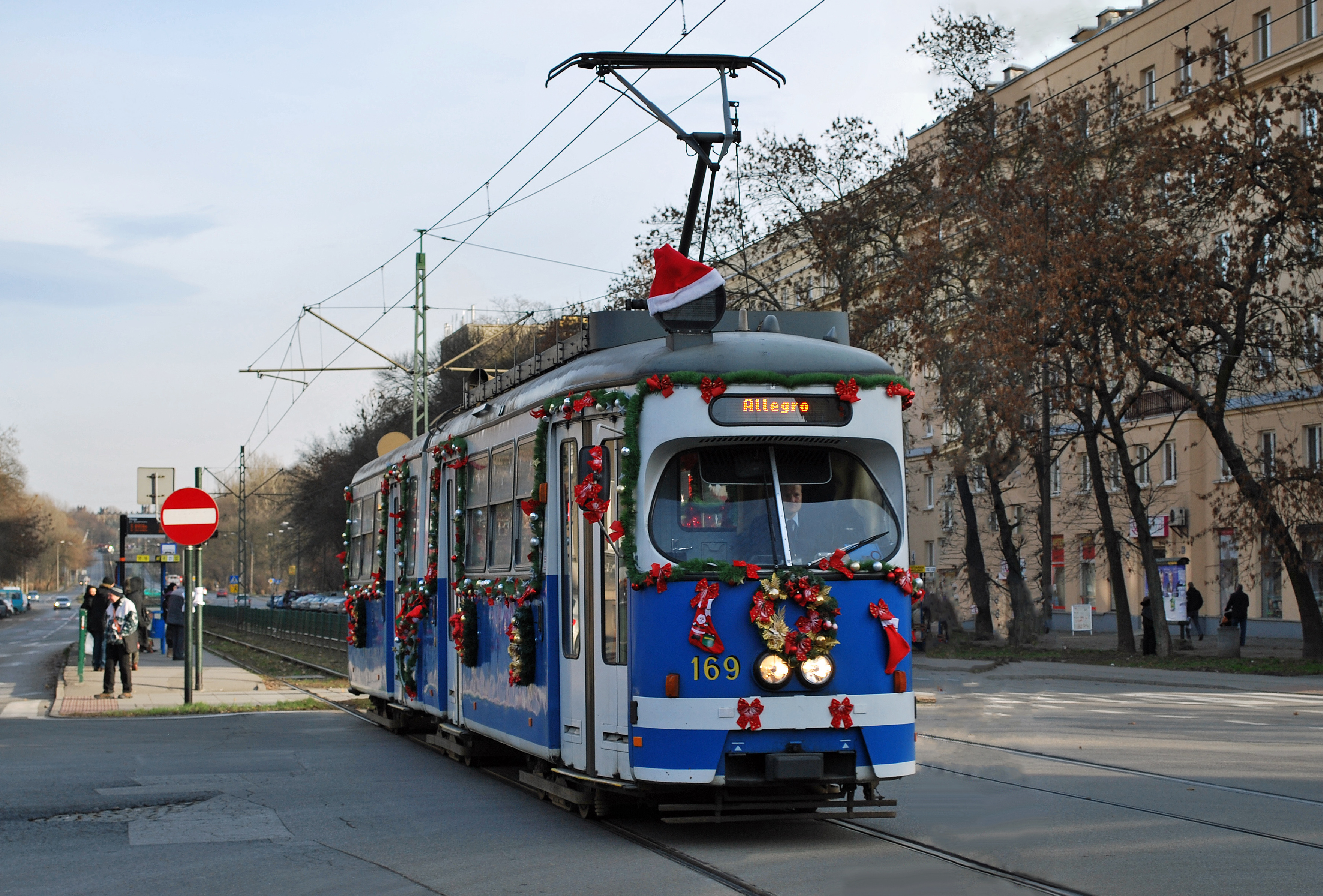
Aleja pomiędzy osiedlami Stalowym i Szkolnym oraz udekorowany świątecznie tramwaj.